# جنرال الکتریک تی۷۰۰
جنرال الکتریک تی۷۰۰ (به انگلیسی: General Electric T700) یک موتور هواگرد ساختِ کارخانهٔ جی‌ئی اوییشن در کشور ایالات متحده آمریکا است.